# Álddájávrieh
Álddájávrieh (Aldajaureh) är en grupp sjöar i Arjeplogs kommun i Lappland, Sverige. De två största är:
- Aldajaureh (Arjeplogs socken, Lappland), sjö i Arjeplogs kommun, 66°23′18″N 15°47′28″Ö / 66.3883°N 15.7912°Ö (14,2 ha)
- Aldajaureh, Lappland, sjö i Arjeplogs kommun, 66°23′39″N 15°45′06″Ö / 66.3941°N 15.7516°Ö (37,9 ha)